# 侯哲
侯哲（1989年1月26日—），出生于吉林省吉林市，足球运动员。司职前锋 。

## 球员生涯
2005年加入上海国际青年队效力。
2006年随队搬迁到西安，球队也更名为陕西浐灞
2008年被租借至陕西浐灞在中乙的卫星球队陕西四达。
2010年加盟大连阿尔滨，在2010年中国足球乙级联赛决赛对阵天津松江的比赛中一次制造点球一次破门得分，帮助球队2：0获胜，是球队夺冠的首功之臣。
2011年因为队内激烈的竞争而在赛季开始前被租借到中乙新军福建骏豪。
2012年，侯哲来到了刚刚组建的中乙新军湖北华凯尔,随着华凯尔晋级中甲联赛，创下了史无前例的三年随三支不同球队冲甲成功的中国足球纪录。
2013年夏，侯哲被深圳風鵬租借引進再度回到沖甲賽場。儘管一如既往拼盡全力屢有關鍵進球，但深圳風鵬未能沖甲成功，侯哲的“沖甲帽子戲法”未能延續。